# Хамнигадай
Хамнигада́й — село в Кяхтинском районе Бурятии. Входит в сельское поселение «Кударинское».

## География
Расположено по правому берегу речки Усачихи (или Хамнигадай, правый приток Кудары), в 3,5 км к северо-востоку от центра сельского поселения — села Кудара-Сомон.

## Население
| 2002 | 2010 |
| ---- | ---- |
| 133  | ↘92  |